# پیترو پیلر کوترر
پیترو پیلر کوترر (ایتالیایی: Pietro Piller Cottrer؛ زادهٔ ۲۰ دسامبر ۱۹۷۴) اسکی‌باز صحرانوردی اهل ایتالیا است.